# C7H10N2O4
化学式C7H10N2O4（摩尔质量：186.17 g/mol）可以指：
- AMPA（α-氨基-3-羟基-5-甲基-4-异恶唑丙酸），混合CAS号：77521-29-0 
  - (R)-AMPA，CAS号：83654-13-1 
  - (S)-AMPA，CAS号：83643-88-3
- 重氮丙酸二乙酯，CAS号：5256-74-6
- 环(甘氨酰-谷氨酸)，CAS号：16364-35-5

|  | 这个同类索引页列出了具有相同分子式的化学物（即同分異構體）条目。 除非您是有意链接至本页，否则应将相应条目的内部链接指向正确的条目。 |